# روكسان
روكسان (بالإنجليزية: Roxanne)‏ هي عارضة وممثلة أمريكية، ولدت في 20 مارس 1928.

## وصلات خارجية
- روكسان على موقع IMDb (الإنجليزية)
- روكسان على موقع قاعدة بيانات الأفلام السويدية (السويدية)
- روكسان على موقع قاعدة بيانات الفيلم (الإنجليزية)